# Southerniella youngi
Southerniella youngi är en rundmaskart som beskrevs av Murphy 1964. Southerniella youngi ingår i släktet Southerniella och familjen Axonolaimidae. Inga underarter finns listade i Catalogue of Life.